# Samuel Swinfin Burdett

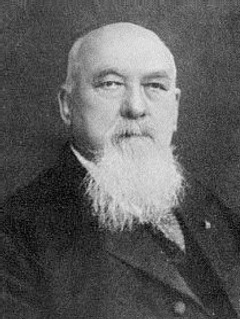
Samuel Swinfin Burdett

Samuel Swinfin Burdett (* 21. Februar 1836 bei Broughton Astley, Leicestershire, England; † 24. September 1914 ebenda) war ein US-amerikanischer Politiker britischer Herkunft. Zwischen 1869 und 1873 vertrat er den Bundesstaat Missouri im US-Repräsentantenhaus.

## Leben
Im Alter von zwölf Jahren kam Samuel Burdett 1848 in die Vereinigten Staaten, wo er auf einer Farm im Lorain County in Ohio Arbeit fand. Gleichzeitig besuchte er die öffentlichen Schulen seiner neuen Heimat. Nach einem anschließenden Jurastudium am Oberlin College und seiner 1858 erfolgten Zulassung als Rechtsanwalt begann er in DeWitt (Iowa) in diesem Beruf zu arbeiten. Während des Bürgerkrieges diente er zwischen 1861 und 1864 im Heer der Union, in dem er den Rang eines Hauptmanns erreichte. Im Dezember 1865 zog Burdett nach Osceola, wo er wieder als Anwalt praktizierte. In den Jahren 1868 und 1869 war er Staatsanwalt im siebten Gerichtsbezirk von Missouri. Politisch war er Mitglied der Republikanischen Partei. 1868 nahm er als Delegierter an der Republican National Convention in Chicago teil, auf der General Ulysses S. Grant als Präsidentschaftskandidat nominiert wurde.
Bei den Kongresswahlen des Jahres 1868 wurde Burdett im fünften Wahlbezirk von Missouri in das US-Repräsentantenhaus in Washington, D.C. gewählt, wo er am 4. März 1869 die Nachfolge von John Hubler Stover antrat. Nach einer Wiederwahl konnte er bis zum 3. März 1873 zwei Legislaturperioden im Kongress absolvieren. Im Jahr 1870 wurde der 15. Verfassungszusatz ratifiziert. Ab 1871 war Burdett Vorsitzender des Handwerksausschusses. Im Jahr 1872 unterlag er dem Demokraten Richard P. Bland.
Nach seinem Ausscheiden aus dem US-Repräsentantenhaus war Burdett wieder als Jurist in Osceola tätig. Im Jahr 1874 wurde er als Nachfolger von Willis Drummond zum Leiter (Commissioner) des Bundeskatasteramtes (Land Office) ernannt. Später arbeitete er in der Bundeshauptstadt Washington als Rechtsanwalt. In den Jahren 1885 und 1886 war Burdett als Commander in Chief Leiter der Veteranenorganisation Grand Army of the Republic. Seine letzten Lebensjahre verbrachte er in Glencarlyn (Virginia). Samuel Burdett starb am 24. September 1914 während eines Besuchs in seinem englischen Heimatdorf Sutton-in-the-Elms in seinem Geburtszimmer. Er wurde auf dem amerikanischen Nationalfriedhof Arlington beigesetzt.